# Vivian Roese
Vivian Roese (* 1982 in Berlin als Vivian Büttner) ist eine deutsche Medienwissenschaftlerin mit Schwerpunkt Medienhype-Forschung. Unter dem Pseudonym Vivian van der Spree arbeitet sie als Sängerin, Komponistin und Texterin.

## Leben
Roese studierte von 2003 bis 2013 Kulturwissenschaften, Interkulturelle Kommunikation, Medienwissenschaften, Rechtswissenschaften und Betriebswirtschaft an der Europa-Universität Viadrina in Frankfurt/Oder, Budapest und Poznań. Nach einem Bachelor in Kulturwissenschaften und einem Master in Interkultureller Kommunikation wurde Roese 2013 promoviert. In ihrer Doktorarbeit untersuchte sie die Viralität des Blumenkübel-Hypes in den Social Media. Sie spezialisierte sich weiter zu Viralität im Netz Internetphänomenen, Shareable Content und Social-Media-Journalismus als freie Redakteurin und Social-Media-Beraterin im Social Media Marketing.
2009 und 2012 war Vivian van der Spree in Frankreich auf Tour, unter anderem durch eine Konzert-Einladung für ein Film-Festival in Brest.
Seitdem hielt sie Gastvorträge, unter anderem an der Universität Münster, FU Berlin, HTW Berlin, auch als Speaker, beispielsweise auf der Expo Real 2018. Ihre Forschungen veröffentlichte Roese ab 2009, u. a. zusammen mit weiteren Medienhype-Forschern wie Peter Vasterman, Charlotte Wien, Marcello Maneri, Annie Waldherr und Ik Jae Chung.
Im Jahr 2013 wurde Roese für den Women in Media Award der Axel Springer SE nominiert.
2016 tourte sie durch Deutschland, um ihr Album Geschichten van der Spree zu promoten. Das Album war CD der Woche auf Radio Cottbus.
Roese gründete im Jahr 2019 die Social-Media-Marketing-Agentur Contentarchitekten und nahm einen Lehrauftrag der HMKW Berlin als Dozentin für Social Media Marketing an.
Roese ist verheiratet und lebt in Berlin.

## Musik
Vivian van der Spree gründete und leitete Bands unterschiedlichster Genres seit ihrem 17. Lebensjahr. Ihre Stile reichen über Rock, Punk, Pop, Jazz, Funk und Soul. Mit der Band Vivian & Die Lebowskis begann sie 2007, ihre deutschen Lieder zu veröffentlichen. Dabei singt sie ausschließlich eigene Lieder. 2009 begann ihre Solokarriere als Vivian van der Spree. Ihr Stil wird oft verglichen mit Pe Werner, Annett Louisan, Clueso und Jule Neigel.

## Stipendien
- 2010 – Studioprojekt (Kultursenat Berlin)
- 2012 – Tourneeförderung Pop und Jazz (Kultursenat Berlin)

## Auszeichnungen
- 2008 – Silber beim  Berlin Music Clash[6]
- 2011 – nominiert in der Kategorie „Bester Singer/Songwriter“ (Deutscher Rock- und Pop-Verband)
- 2012 – Silber für Zurück in Berlin in der Kategorie „Bestes Funk- und Soul-Album des Jahres“ (Deutscher Rock- und Pop-Verband)
- 2014 – Suggested Artist Award (Song of the Year, USA)[7]
- 2016 – Bronze für Geschichten van der Spree in der Kategorie „Bestes deutschsprachiges Album des Jahres“ (Deutscher Rock- und Pop-Preis)
- 2016 – Gold für Geschichten van der Spree in der Kategorie „Bester Text“ (Deutscher Rock- und Pop-Preis)[8]

## Veröffentlichungen
- Vivian Büttner: Ready, Steady, GoBama!: British and German Press Coverage on Barack Obama´s Inauguration as the 44th U.S. President: A Critical Discourse Analysis. Tectum Verlag, Marburg 2009, ISBN 978-3-8288-2076-0.
- Vivian Büttner: Akzidentielle Medienhypes: Entstehung, Dynamik und mediale Verbreitung. Springer VS, Wiesbaden 2015, ISBN 978-3-658-06664-2.
- Vivian Roese: You won’t believe how co-dependent they are, Or: Media hype and the interaction of news media, social media, and the user. In: Peter Vasterman (Hrsg.): From Media Hype to Twitter Storm: News Explosions and Their Impact on Issues, Crises, and Public Opinion. Amsterdam University Press, Amsterdam 2018, ISBN 9789462982178, S. 313–332.

## Diskographie
- 2013: Zurück in Berlin (Snowhite Records)
- 2016: Geschichten van der Spree (Monster Tapes/Artistfy/Roba Music Publishing)